# Duimbasisartrose
Duimbasisartrose of duimbasisslijtage is een aandoening waarbij er sprake is van artrose (slijtage) van het eerste carpometacarpale (CMC-1) gewricht. Om die reden wordt het ook wel CMC-1-artrose genoemd. Dit gewricht bevindt zich aan de basis van de duim, ter hoogte van de duimmuis. Duimbasisartrose is een veel voorkomende oorzaak van pijn en functieverlies van de hand en kan een sterke vermindering van de kwaliteit van leven kan hebben door beperkingen in dagelijkse activiteiten. Met name vrouwen na de menopauze hebben last van duimbasisartrose. Onderzoekers van het Erasmus Medisch Centrum hebben aangetoond dat bij 35,8% van de mensen boven de 55 jaar op een röntgenfoto artrose van de duimbasis te zien is, maar niet alle mensen hebben daar ook klachten van. De oorzaak is hoogstwaarschijnlijk een toenemende slapte van de ligamenten (gewrichtsbandjes) rondom het duimbasisgewricht, waardoor het gewricht langzaam uit de kom gaat staan. Dit leidt op den duur tot kraakbeenschade.

## Symptomen
De belangrijkste symptomen zijn pijn aan de basis van de duim of in de duimmuis, vooral bij dagelijkse bezigheden zoals een sleutel omdraaien in het slot of een doekje uitwringen. Ook is er vaak sprake van stijfheid en verminderde beweeglijkheid van de duim. 

## Diagnose
Op basis van de klachten die iemand beschrijft en het lichamelijk onderzoek is de diagnose vaak al duidelijk. Bij een verdenking op duimbasisartrose zal de behandelend arts een röntgenfoto van de pols maken om de diagnose te bevestigen en om te bepalen hoe uitgebreid de slijtage is. 

## Behandeling
Artrose is een langzaam proces van kraakbeenslijtage. Het is tot op heden nog niet mogelijk om versleten kraakbeen terug te laten groeien. Daarom is de behandeling gericht op symptoombestrijding of het wegnemen of vervangen van een versleten gewricht. De behandeling van duimbasisartrose kan worden ingedeeld in niet-operatief en operatief.

### Niet-operatief
Meestal kan bij beginnende duimbasisartrose worden volstaan met een niet-operatieve behandeling. Deze behandeling is erop gericht om de klachten te verminderen. Hierdoor kunnen mensen vaak tijdelijk beter functioneren. Voorbeelden zijn:
- pijnstilling
- spalk
- injectie in het gewricht

### Operatief
De operatieve behandeling van duimbasisartrose wordt in Nederland door plastisch chirurgen of orthopedisch chirurgen uitgevoerd. Er zijn veel verschillende technieken beschreven, van het vastzetten van het gewricht tot het verwijderen van het versleten botje, maar er is weinig goed onderzoek gedaan waarin de verschillende behandelingen met elkaar zijn vergeleken. Uit recent onderzoek van het Diakonessenhuis in Utrecht blijkt dat het vastzetten van het gewricht veel complicaties met zich meebrengt.
De meest uitgevoerde operatie is het verwijderen van het versleten duimbotje (trapeziectomie), met of zonder versteviging met behulp van een pees. Een relatief nieuwe behandeling is een operatie waarbij het gewricht wordt vervangen door een kunstgewricht. Ook is tegenwoordig soms een kijkoperatie van het gewricht mogelijk, waarbij een deel van het versleten botje wordt verwijderd. 
In het Isala Hand-polscentrum in Zwolle wordt op dit moment onderzoek gedaan naar verschillende behandelingen bij vrouwen met duimbasisartrose. Bij vrouwen met matig tot ernstige artrose wordt een nieuwe gewrichtsprothese vergeleken met het verwijderen van het versleten duimbotje. Bij vrouwen met vergevorderde artrose die niet in aanmerking komen voor een prothese, wordt onderzocht of de peesversteviging van toegevoegde waarde is bij de operatie waarbij het duimbotje wordt verwijderd.  
De revalidatie van een operatieve behandeling is ongeveer 3 maanden. De eerste weken zit de hand vaak in een gipsspalk of afneembare spalk en daarna is gedurende een aantal weken handfysiotherapie nodig om de functie van de hand te verbeteren. 